# Nieuwpoort
Nieuwpoort (franceză Nieuport) este un oraș neerlandofon situat în provincia Flandra de Vest, regiunea Flandra din Belgia. La 1 ianuarie 2008 avea o populație totală de 11.062 locuitori. 

## Geografie
Comuna actuală Nieuwpoort a fost formată în urma unei reorganizări teritoriale în anul 1977, prin înglobarea într-o singură entitate a 3 comune învecinate. Suprafața totală a comunei este de 31,00 km². Comuna este subdivizată în secțiuni, ce corespund aproximativ cu fostele comune de dinainte de 1977. Acestea sunt:
| - I. Nieuwpoort - II. Sint-Joris - III. Ramskapelle |

Localitățile limitrofe sunt:
| - Comuna Middelkerke: - a. Lombardsijde - b. Westende - c. Slijpe - d. Mannekensvere - e. Schore - Comuna Diksmuide: - f. Pervijze | - Comuna Veurne: - g. Veurne - h. Booitshoeke - Comuna Koksijde: - i. Wulpen - j. Oostduinkerke |

## Personalități născute aici
- Jeroen Dewulf (n. 1972), istoric, profesor universitar.

## Localități înfrățite
- Țările de Jos: Nieuwpoort, Liesveld;
- Germania: Rodgau;
- Belgia: Durbuy;